# V/STOL

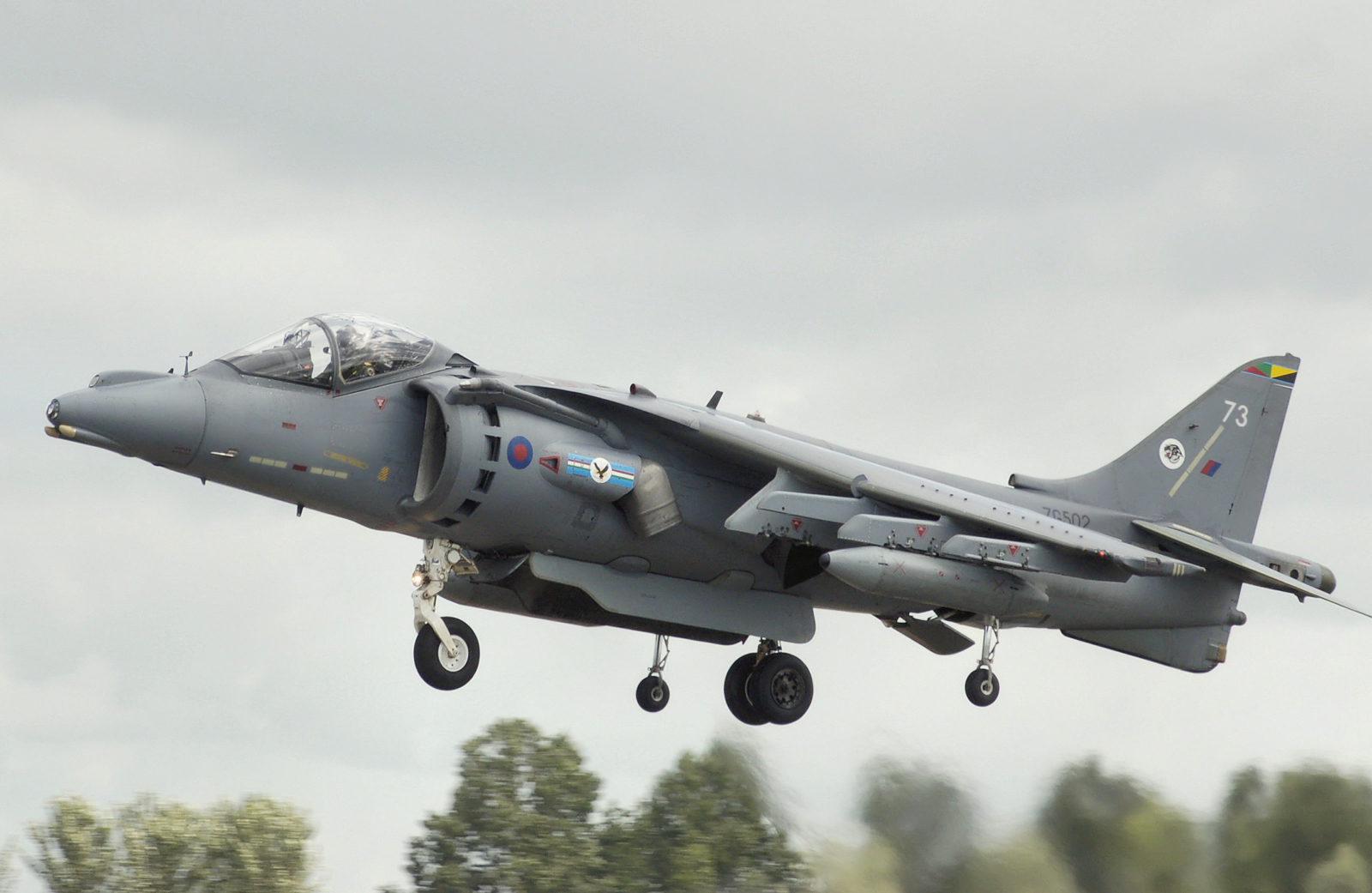
Harrier GR9 RAF

V/STOL je zkratka pro anglický letecký termín vertical and/or short take-off and landing a jedná se o charakteristiku popisující nároky a schopnosti vzletu a přistání daného letounu. V/STOL je společné označení pro samostatné charakteristiky letounů s následujícím významem:
- VTOL je zkratkou pro letadla, která mohou vzlétnout a přistávat vertikálně (svisle).
- STOL je zkratkou pro letadla, která mohou vzlétnout a přistát na krátké vzletové dráze o délce 450 m.

## Související článek
- STOVL